# Kroczyce
Kroczyce – wieś w Polsce położona w województwie śląskim, w powiecie zawierciańskim, siedziba gminy Kroczyce.
Wieś królewska położona była w drugiej połowie XVI wieku w powiecie lelowskim województwa krakowskiego. Wchodziła w skład klucza wsi, stanowiącego uposażenie wojewodów krakowskich. W latach 1954–1972 wieś była siedzibą władz gromady Kroczyce. W latach 1975–1998 miejscowość administracyjnie należała do województwa częstochowskiego. Obecnie kościół i parafia kroczycka administracyjnie należą do dekanatu lelowskiego, diecezji kieleckiej.
W roku 2021 we wsi mieszkało 1938 osób, z czego 51.1% stanowiły kobiety a 48.9%- mężczyźni.

## Położenie
Kroczyce zajmują rozległą równinę przy skrzyżowaniu drogi krajowej nr 78 z drogą wojewódzką 792 nad strugą o nazwie Wodząca. W pobliżu Kroczyc wznoszą się wzgórza Bleszczowa, Bilanów, Żmijów i Góra Zborów z rezerwatem przyrody Góra Zborów. W jaskini w okolicach Kroczyc odkryto również ślady bytności człowieka z początku naszej ery – była to prawdopodobnie grota grzebalna. Pod względem geograficznym Kroczyce znajdują się na Wyżynie Częstochowskiej będącej częścią Jury Krakowsko-Częstochowskiej.

## Części wsi
| SIMC    | Nazwa           | Rodzaj    |
| ------- | --------------- | --------- |
| 0136515 | Jeziorki        | część wsi |
| 0136521 | Kajetanówka     | część wsi |
| 0136538 | Kroczyce Okupne | część wsi |
| 0136544 | Marianka        | część wsi |
| 0136550 | Perek           | część wsi |
| 0136567 | Podlaszcze      | część wsi |
| 0136573 | Przybyszów      | część wsi |
| 0136580 | Stare Kroczyce  | część wsi |
| 0136596 | Zefirek         | część wsi |

## Nazwa
Miejscowość ma metrykę średniowieczną i istniała już w XIII wieku. Wymieniona w 1262 jako Crocice, Crociche, 1333 Criciche, 1373 Grocicze, 1374 Grodzicze, 1397 de Croczicz, 1420 Craczicze, 1423 Kroczycze, 1426 Crocicze, 1493 Skroczycze, 1498 Krotczycze .

## Historia
Pierwsza wzmianka o miejscowości pochodzi z 1262 i zawarta została w dokumencie księcia polskiego Bolesława Wstydliwego, gdzie wymienione są Crocice – wieś należąca do wojewody krakowskiego jako punkt przy szlaku z Krakowa do Częstochowy. W 1333 miejscowość po raz kolejny odnotowuje dokument wystawiony przez króla polskiego Władysława Łokietka .
Po rozbiorach Polski miejscowość znalazła się w zaborze rosyjskim i leżała w Królestwie Polskim. W 1827 we wsi znajdowały się 32 domy, w których mieszkało 223 mieszkańców. W 1885 w XIX-wiecznym Słowniku geograficznym Królestwa Polskiego miejscowość wymieniona jest jako wieś i folwark leżące w powiecie olkuskim, gminie i parafii Kroczyce. Wieś należała wówczas prawie w całości do chłopów, a obszar dworski został pomiędzy nich całkowicie rozparcelowany. Według danych Towarzystwa Kredytowego Ziemskiego w Królestwie Polskim dobra kroczyckie składały się z folwarków: Kroczyce, Siamoszyce oraz nomenklatury Zefirek. W jej skład wchodziły wsie Kroczyce, Siemszyce i Podlesie. Całkowita rozległość dominialna wynosiła 3365 mórg powierzchni w tym 750 ziemi ornej i ogrodów, 2315 mórg lasu, 76 zarośli, 59 pastwisk, 7 wody, 73 nieużytków oraz placów. W uprawie stosowano płodozmian 12-polowy. W miejscowości funkcjonowała gorzelnia, młyn napędzany kołem wodnym. Eksploatowano także pokłady torfu, kamienia wapiennego używanego do kładzenia posadzek oraz rudy żelaza. Znajdowały się w niej murowany kościół oraz szkoła gminna. W całej parafii kroczyckiej mieszkało wówczas 1529 mieszkańców. Natomiast obszar całej gminy Kroczyce wynosił 14 275 mórg ziemi zamieszkanej przez 3500 mieszkańców.

## Zabytki
W miejscowości znajduje się zbudowany w latach 1893–1895 kościół św. Jacka i św. Marii Magdaleny. Wcześniej, bo w XV w. istniała tu drewniana świątynia, którą ufundował rycerz maltański Petrasius Firlej. Kościół zawiera pewne elementy pierwszej rozbudowy drewnianego kościoła w 1818 roku. W środku znajduje się ołtarz w formie groty zbudowany z kalcytu, na wzór groty z sanktuarium w Lourdes. Zabytkowe obrazy z XVII i XVIII wieku. Koło kościoła rosną pomniki przyrody – lipy (ma około 500 lat). Figurka św. Nepomucena z XVII wieku znajduje się w kapliczce niedaleko basenu.
We wsi znajduje się również obelisk ku czci żołnierzy Batalionów Chłopskich zamordowanych przez hitlerowców. Dowódcą 150-osobowego oddziału, który działał w tych okolicach, był Stanisław Śnitko (pseudonim „Sowa”). Obelisk postawiony został w 1990 roku. Na ulicy Żareckiej znajduje się Pomnik Piotra Wieczorka i Stanisława Surowca upamiętniający ich męczeńską śmierć z rąk hitlerowców, która miała miejsce 7 sierpnia 1944 roku.
Na wzgórzu Bleszczowa znajduje się cmentarz wojenny w Kroczycach, na którym pochowano 938 żołnierzy poległych podczas I wojny światowej. W 1972 Kroczyce zostały odznaczone Krzyżem Partyzanckim.

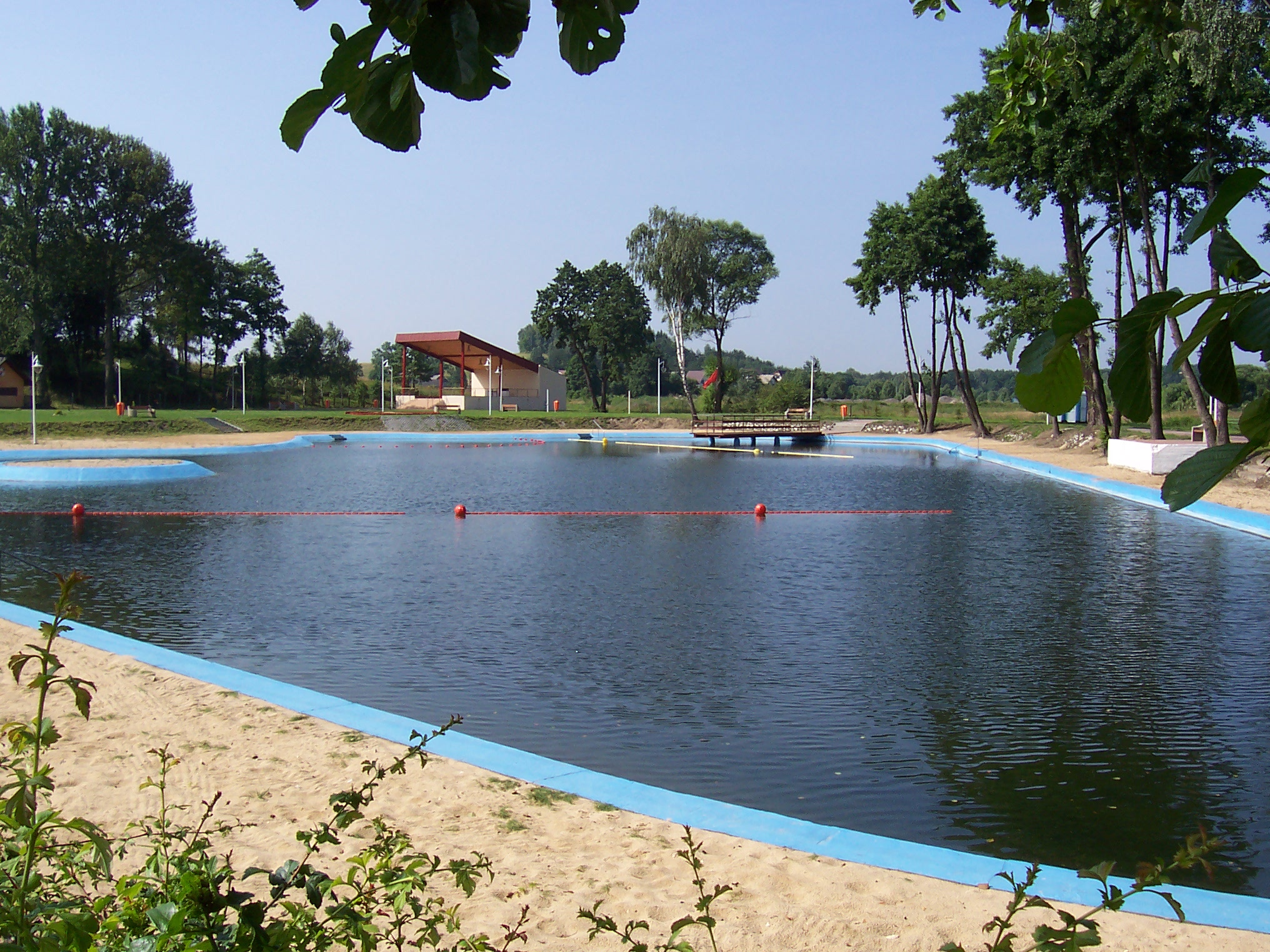
Basen kąpielowy
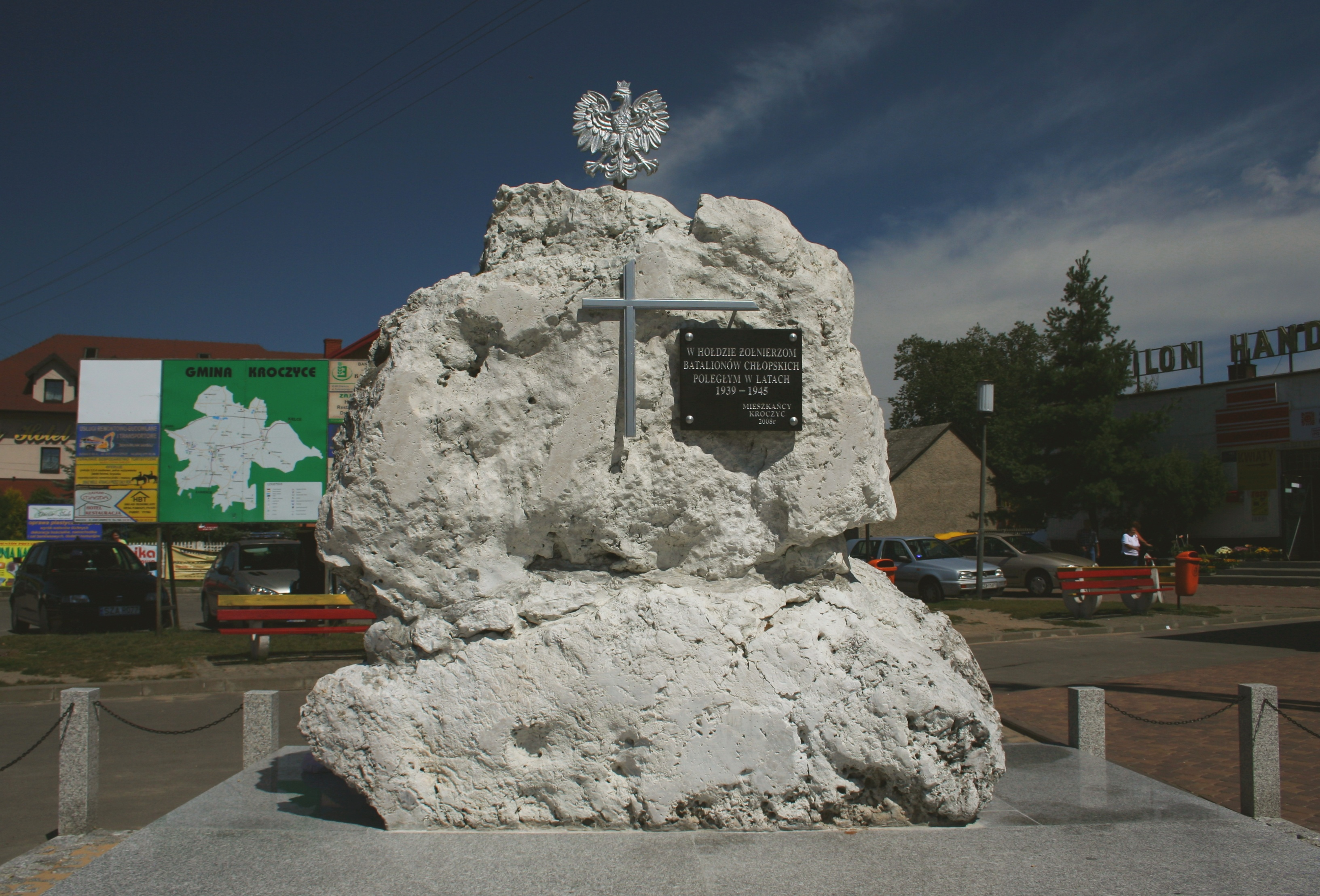
Pomnik Batalionów Chłopskich
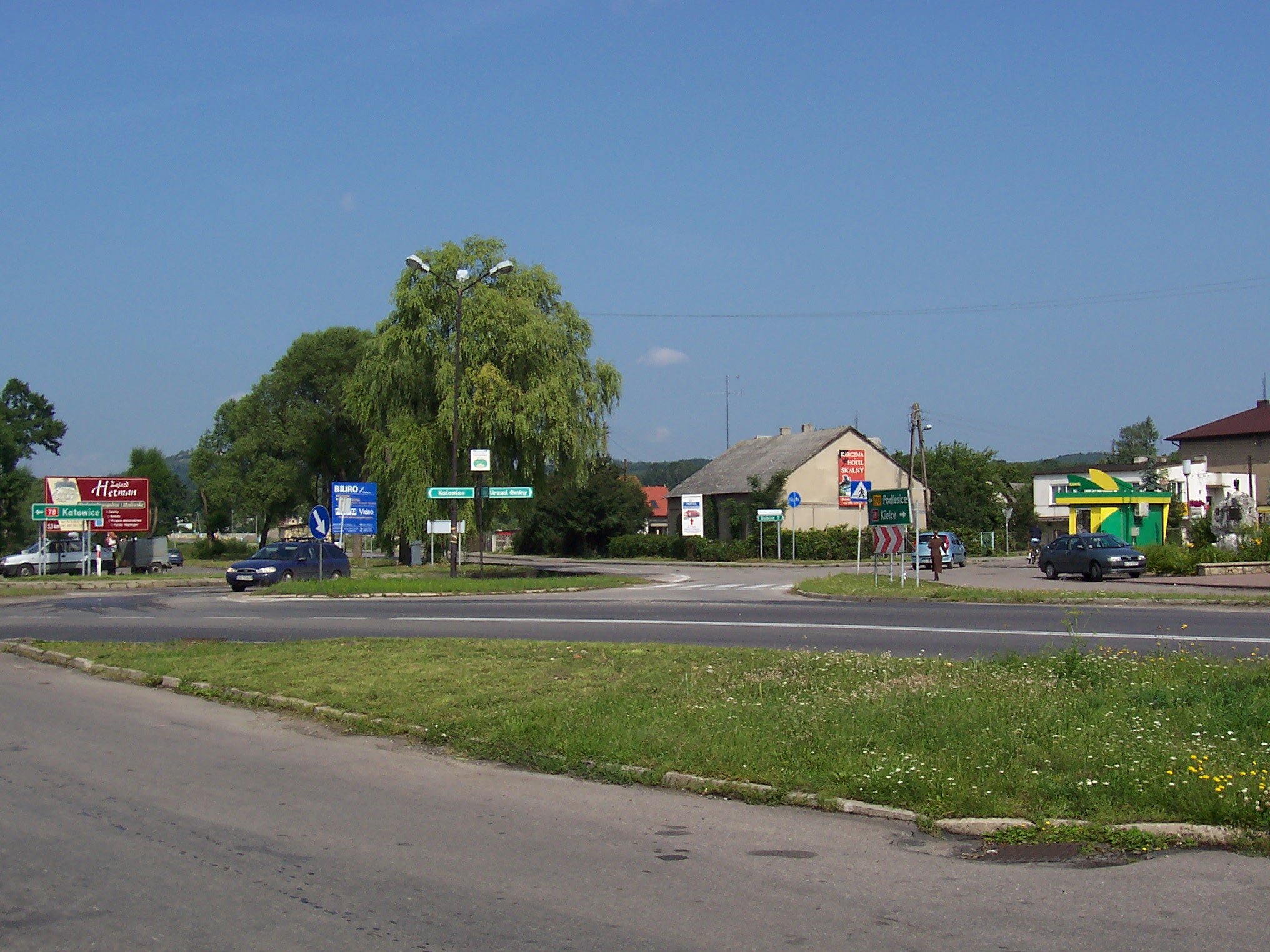
Rynek
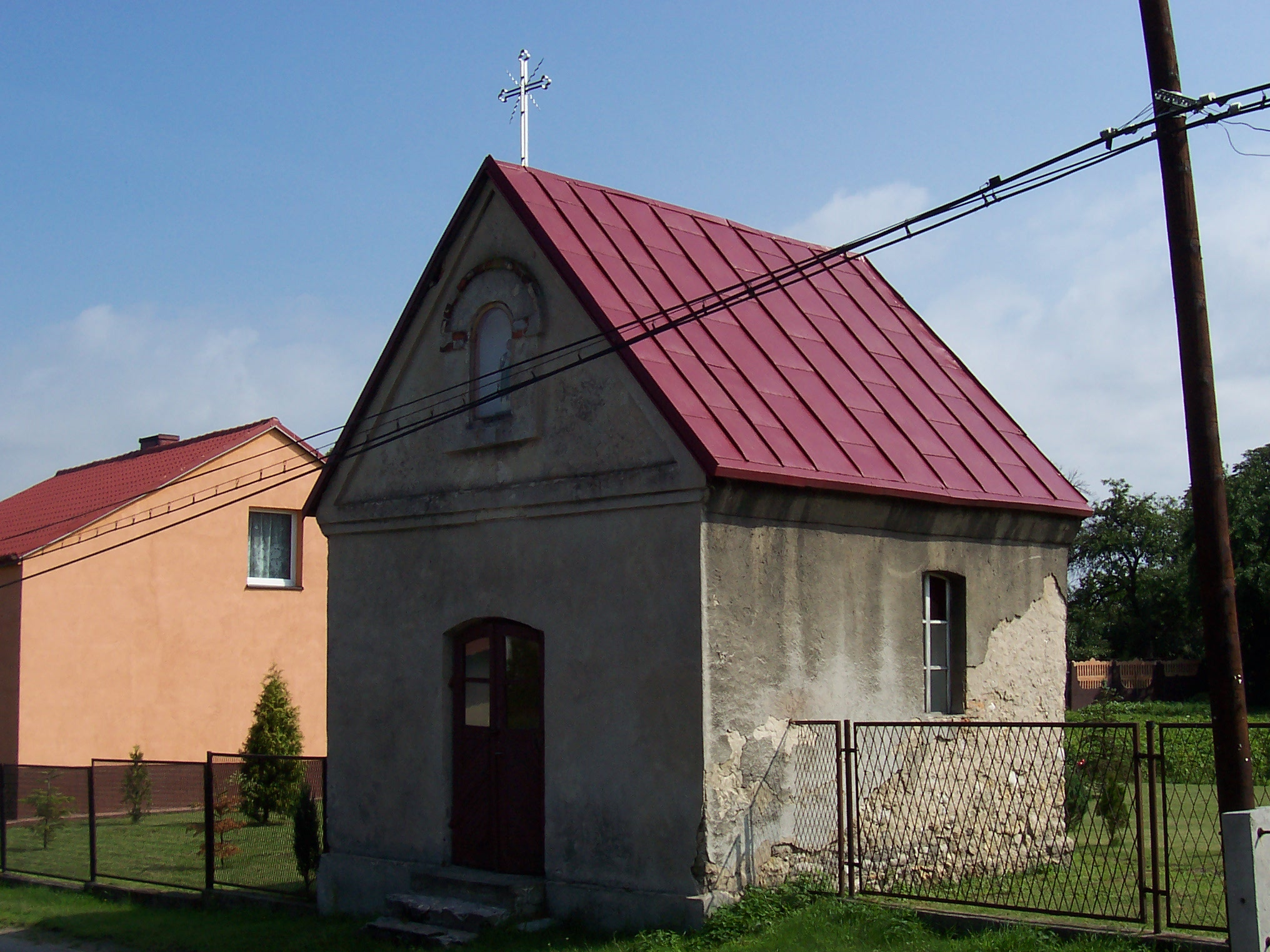
Kapliczka
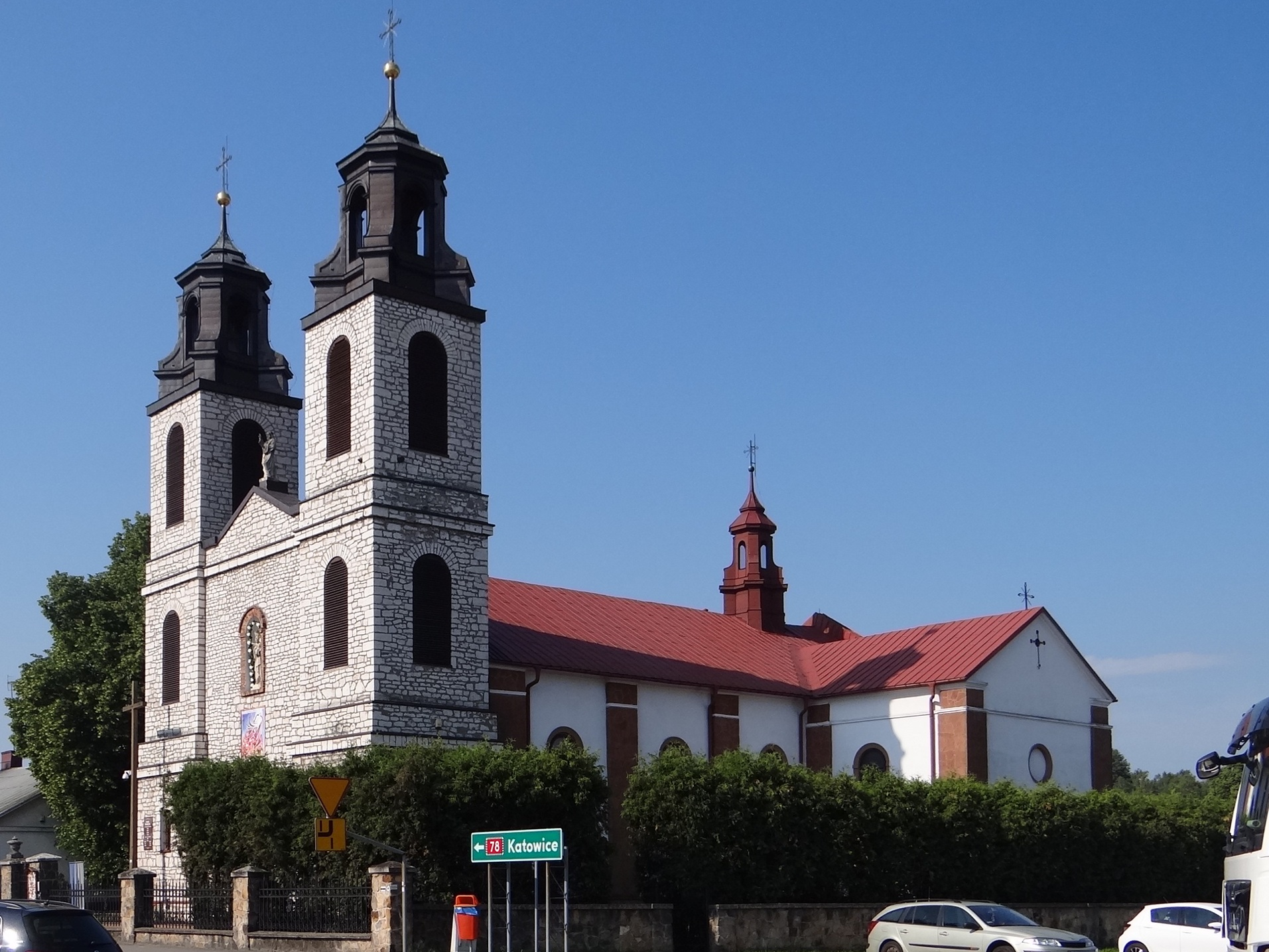
Kościół św. Jacka i Marii Magdaleny
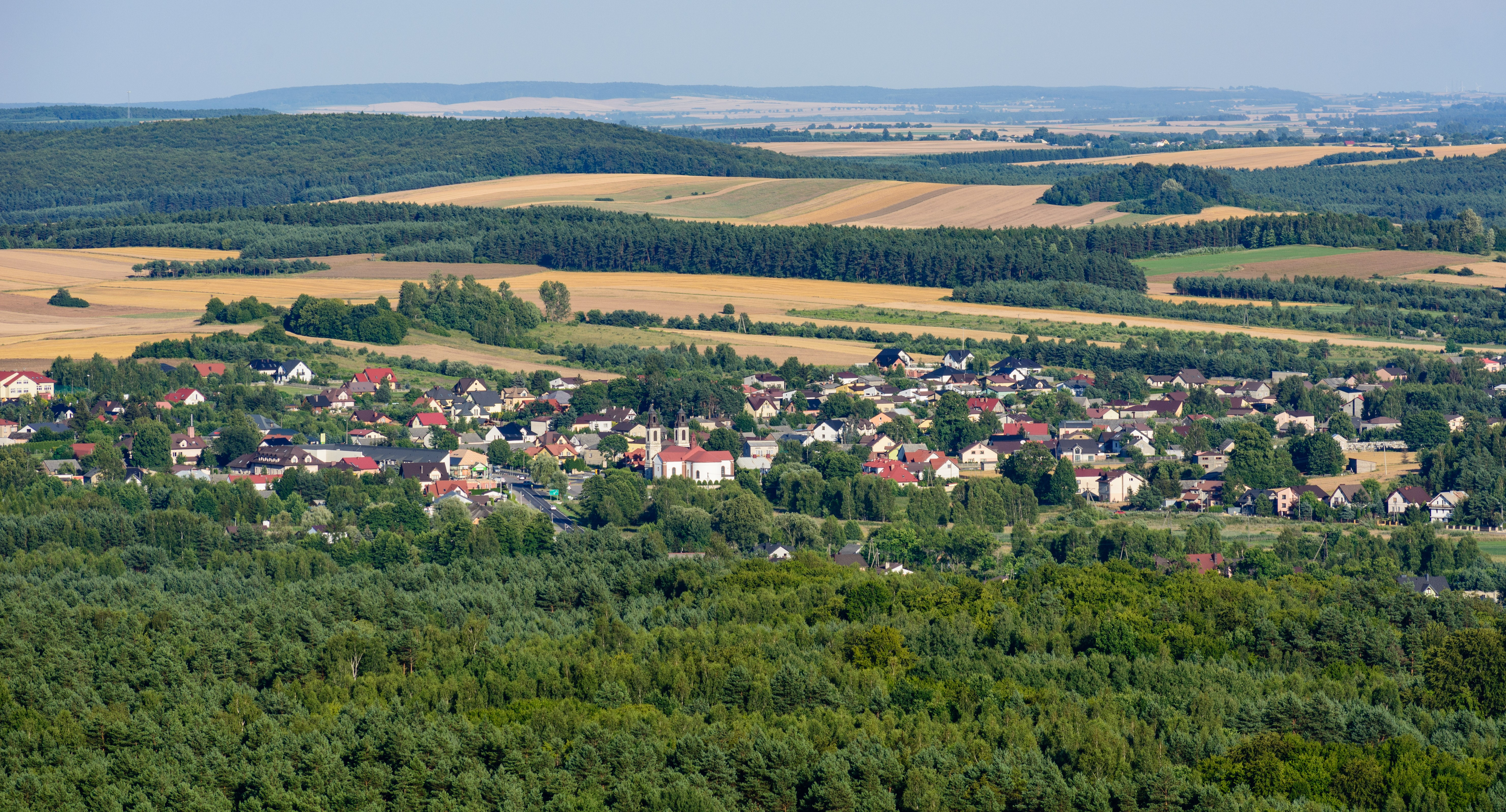
Kroczyce widziane z rezerwatu Góra Zborów
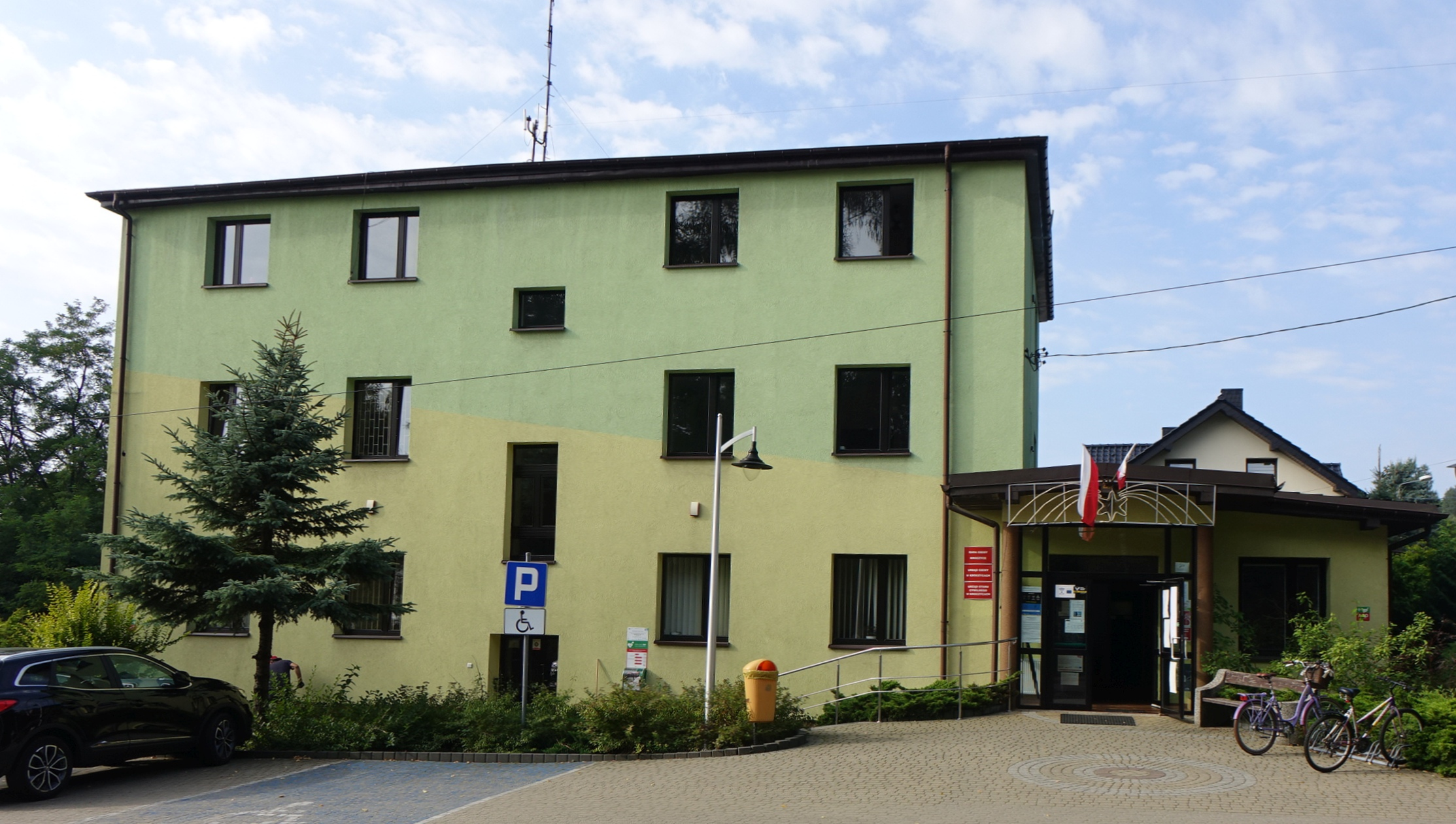
Budynek Urzędu Gminy